# Blooming Prairie
Blooming Prairie és una població dels Estats Units a l'estat de Minnesota. Segons el cens del 2000 tenia 1.933 habitants.

## Demografia
Segons el cens del 2000, Blooming Prairie tenia 1.933 habitants, 748 habitatges, i 504 famílies. La densitat de població era de 552,8 habitants per km².
Dels 748 habitatges en un 30,9% hi vivien nens de menys de 18 anys, en un 57,8% hi vivien parelles casades, en un 5,5% dones solteres, i en un 32,5% no eren unitats familiars. En el 28,2% dels habitatges hi vivien persones soles el 16,6% de les quals corresponia a persones de 65 anys o més que vivien soles. El nombre mitjà de persones vivint en cada habitatge era de 2,46 i el nombre mitjà de persones que vivien en cada família era de 3,02.
Per edats la població es repartia de la següent manera: un 25,7% tenia menys de 18 anys, un 7,5% entre 18 i 24, un 23,5% entre 25 i 44, un 20,2% de 45 a 60 i un 23% 65 anys o més.
L'edat mediana era de 40 anys. Per cada 100 dones de 18 o més anys hi havia 88 homes.
La renda mediana per habitatge era de 40.345 $ i la renda mediana per família de 51.118 $. Els homes tenien una renda mediana de 34.911 $ mentre que les dones 21.705 $. La renda per capita de la població era de 19.343 $. Entorn del 2,8% de les famílies i el 6,6% de la població estaven per davall del llindar de pobresa.

## Poblacions més properes
El següent diagrama mostra les poblacions més properes.